# Adieu jolie Candy
Singles de Jean-François Michaël
La vie continue
(1969)
Adieu jolie Candy est une chanson écrite par Alain Boublil et Michel Berger, dont la musique est composée par Raymond Jeannot.  Elle est interprétée en 1969 par Jean-François Michaël, pseudonyme d'Yves Roze, à l'époque directeur artistique chez Barclay.
Le single se vend a plus d'un million d'exemplaires dans le monde (dont 750 000 en France).

## Contexte
En 1968, après avoir sorti plusieurs 45 tours chez Barclay sans rencontrer le succès, Jean-François Michaël, qui utilise alors son vrai nom Yves Roze, est licencié par Eddie Barclay. Il lui propose cependant de devenir directeur artistique pour Michel Delpech dans la maison de disques qu'il dirige, les Disques Barclay. Plus tard, Alain Boublil et Michel Berger, deux amis de Jean-François Michaël, lui demandent de prêter sa voix à la maquette d'Adieu jolie Candy, une chanson qu'ils ont écrite pour lui. Les paroles de la chanson sont inspirées par l'actrice suédoise Ewa Aulin, qui vient de jouer dans Candy, un film réalisé par Christian Marquand, dans lequel elle joue le rôle d'une jeune fille ingénue,.
Pour sortir cette chanson chez son concurrent les Disques Vogue, ses amis travaillant pour cette maison de disques, le chanteur prend le pseudonyme de « Jean-François Michaël », la mode étant alors d'utiliser un prénom composé. Sur la pochette figurent les noms « Michel Hursel » et « Franck Harvel » qui sont les pseudonymes de Michel Berger et Alain Boublil respectivement. Après la sortie du single, Adieu jolie Candy rencontre le succès, atteignant notamment la première place des ventes en France et en Wallonie,, détrônant Wight Is Wight au Hit Parade. Alors qu'il pensait que la chanson passerait seulement à la radio sans que son visage apparaisse, Jean-François Michaël est de nouveau licencié par Barclay après le grand succès et la découverte de la réelle identité du chanteur. Il enregistre par la suite plusieurs 45 tours et deux albums chez Vogue,.
Des versions en italien Fiori bianchi per te (no 3 en Italie), en allemand Adieu süsse Candy et en espagnol Adiós, linda Candy (no 3 en Argentine) ont également été enregistrées par le chanteur,.
Adieu jolie Candy rencontre de nouveau le succès dans sa version originale, se vendant à plus de 150 000 exemplaires lors de la réédition parue en 1979, avec en face B Je veux vivre auprès de toi,.

## Thème
Les paroles traitent de la fin d'une histoire d'amour provoquée par le retour de la « jolie Candy » dans son pays natal, l'Angleterre.

## Liste des pistes
| A. | Adieu jolie Candy (Jean-François Michaël accompagné par Les Newstars) | 2:52 |
| B. | Francine (Les Newstars)                                               | 2:15 |

| A.  | Adieu jolie Candy | Franck Harvel, Michel Hursel, Raymond Jeannot           | 2:52 |
| B.  | Miami Beach       | Jean-François Michael, François Bernheim, Jean Darcelle | 2:10 |
| B1. | La vie continue   | Harvel, Jeannot, Gérard Layani                          | 3:40 |
| B2. | Celle que j'aime  | Hursel, Pierre Darjean, Franck Pourcel                  | 1:40 |

## Crédits
- Jean-François Michaël – chant
- Alain Boublil (« Franck Harvel ») – paroles
- Michel Berger (« Michel Hursel ») – paroles
- Raymond Jeannot – musique
- Les Newstars – orchestre
- Jean-François Krettly – photographie

## Classements
| Classement (1969–70)                    | Meilleure position |
| --------------------------------------- | ------------------ |
| Argentine (Escalera a la fama),         | 3                  |
| Belgique (Wallonie Ultratop 50 Singles) | 1                  |
| France (SNEP)                           | 1                  |
| Israël (IBA)                            | 5                  |
| Italie (Musica e dischi),               | 3                  |
| Québec (Palmarès francophone)           | 1                  |

| Classement (1969) | Position |
| ----------------- | -------- |
| France (SNEP)     | 5        |

| Classement (1970)        | Position |
| ------------------------ | -------- |
| Italie (Musica e dischi) | 20       |